# Bridges (Kensington)
"Bridges" is een nummer van de Nederlandse band Kensington. Het nummer verscheen op hun album Control uit 2016. Op 10 maart 2017 werd het nummer uitgebracht als de derde single van het album.

## Achtergrond
"Bridges" wordt toegeschreven aan de gehele band en is, net zoals de rest van het album Control, geproduceerd door de band in samenwerking met Michael Beinhorn. De tekst van het nummer gaat over de afstand tussen mensen die makkelijk voorkomen had kunnen worden. In de videoclip van het nummer, uitgebracht op dezelfde dag als de single, is opgenomen tijdens de tournee ter promotie van Control. Hierin wil de band laten zien hoe mobiele apparaten goed zijn voor de samenleving, maar wel de ervaringen uit het echte leven ontnemen.
"Bridges" werd, net zoals de voorgangers "Do I Ever" en "Sorry", een hit in de Nederlandse Top 40, maar was met een dertigste plaats als hoogste notering een minder groot succes dan de eerste twee singles van Control. In de Single Top 100 behaalde de single helemaal geen notering. Desondanks bleek het een populair nummer van de band en kwam het in 2018 voor het eerst in de Radio 2 Top 2000 terecht met een 769e plaats.

## Hitnoteringen

### Nederlandse Top 40
| Hitnotering: 15-04-2017 t/m 10-06-2017 | Hitnotering: 15-04-2017 t/m 10-06-2017 | Hitnotering: 15-04-2017 t/m 10-06-2017 | Hitnotering: 15-04-2017 t/m 10-06-2017 | Hitnotering: 15-04-2017 t/m 10-06-2017 | Hitnotering: 15-04-2017 t/m 10-06-2017 | Hitnotering: 15-04-2017 t/m 10-06-2017 | Hitnotering: 15-04-2017 t/m 10-06-2017 | Hitnotering: 15-04-2017 t/m 10-06-2017 | Hitnotering: 15-04-2017 t/m 10-06-2017 | Hitnotering: 15-04-2017 t/m 10-06-2017 |
| Week                                   | 1                                      | 2                                      | 3                                      | 4                                      | 5                                      | 6                                      | 7                                      | 8                                      | 9                                      |                                        |
| -------------------------------------- | -------------------------------------- | -------------------------------------- | -------------------------------------- | -------------------------------------- | -------------------------------------- | -------------------------------------- | -------------------------------------- | -------------------------------------- | -------------------------------------- | -------------------------------------- |
| Nummer                                 | 36                                     | 33                                     | 30                                     | 38                                     | 31                                     | 35                                     | 38                                     | 38                                     | 40                                     | uit                                    |

### NPO Radio 2 Top 2000
| Nummer met noteringen in de NPO Radio 2 Top 2000 | '18 | '19 | '20  | '21  | '22  | '23  |
| ------------------------------------------------ | --- | --- | ---- | ---- | ---- | ---- |
| Bridges                                          | 769 | 829 | 1029 | 1218 | 1328 | 1736 |

1. ↑  Een vetgedrukt getal geeft de hoogste notering aan.
2. ↑  2018 was het eerste jaar met een notering voor dit nummer.
3. ↑  Deze tabel is bijgewerkt tot en met de laatste editie (2024).

Eloi Youssef · Casper Starreveld · Niles Vandenberg · Jan Haker